# امی شارک
امی لوئیز بیلینگز (زاده ۱۴ مه ۱۹۸۶)، که به‌طور حرفه‌ای با نام امی شارک شناخته می‌شود، خواننده، ترانه‌سرا، گیتاریست و تهیه‌کننده استرالیایی ایندی پاپ از گلد کوست، کوئینزلند است. امی شارک در ۱۴ مه ۱۹۸۶ در گلد کوست در کوئینزلند به دنیا آمد. او تبار مجارستانی و انگلیسی دارد.